# Scott Weinrich
Scott "Wino" Weinrich (Rockville, Maryland, 29 de setembro de 1960) é um vocalista e guitarrista americano de heavy metal. Em 40 anos de carreira musical, o músico já tocou nas bandas Spirit Caravan e  The Hidden Hand, e atualmente faz parte das bandas Saint Vitus e The Obsessed, além de seu projeto solo, Wino.

## Premonition 13
Premonition 13 (também Wino's Premonition) foi um projeto Wino, ativo entre os anos 2010 — 2012. A banda iniciou-se através de uma parceria entre Wino e seus colegas de jam Jim Karow e Matthew Clark. No ano de 2011 foi lançado o primeiro LP pela Volcom Ent., incluindo uma tour internacional.

## Discografia
The Obsessed
- 1990 - The Obsessed	 (guitarra e vocal)
- 1991 - Lunar Womb	 (guitarra e vocal)
- 1994 - The Church Within	 (guitarra e vocal)
- 2017 - Sacred (guitarra e vocal)

Saint Vitus
- 1986 - Born Too Late (vocal)
- 1988 - Mournful Cries	 (vocal)
- 1990 - V	 (vocal)
- 2012 - Lillie: F-65 (vocal)

Spirit Caravan
- 1999 - Jug Fulla Sun	 (guitarra e vocal)
- 1999 - Dreamwheel (EP)	 (guitarra e vocal)
- 2001 - Elusive Truth (guitarra e vocal)

Place of Skulls
- 2003 - With Vision (guitarra e vocal)

The Hidden Hand
- 2003 - Divine Propaganda (guitarra e vocal)
- 2003 - De-Sensitized (EP) (guitarra e vocal)
- 2004 - Mother Teacher Destroyer	 (guitarra e vocal)
- 2005 - Devoid of Color (EP) (guitarra e vocal)
- 2007 - The Resurrection of Whiskey Foote (guitarra e vocal)

Shrinebuilder
- 2009 - Shrinebuilder (guitarra e vocal)

Wino
- 2009 - Punctuated Equilibrium (guitarra e vocal)
- 2010 - Adrift (guitarra, baixo e vocal)

Premonition 13
- 2011 - Switchhouse / Crossthreaded (single)
- 2011 - 13 (guitarra, baixo e vocal) (LP)
- 2012 - Premonition 13 / Radio Moscow / Earthless (faixa: “Noche Oscura”) (EP, split 12″)